# Волковыск
Волковы́ск (бел. Ваўкавыск, пол. Wołkowysk, идиш וואלקאוויסק‎) — город, расположенный в юго-западной части Гродненской области Республики Беларусь на реке Россь, административный центр Волковысского района. Численность населения — 41 020 человек (на 1 января 2025 года).
В 2005 году город Волковыск отметил своё тысячелетие.

## История

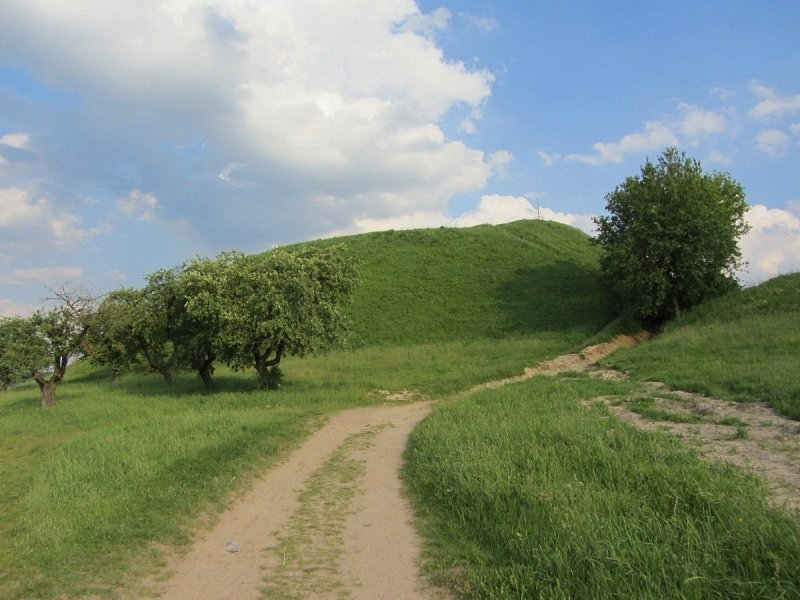
Шведская гора

Археологические раскопки, проведенные на месте Волковыска, свидетельствуют, что славянское поселение существовало в этом районе уже в конце X века.
В списке середины XVII века в составе Киево-Печерского патерика под редакцией Иосифа Тризны имеется комплекс Туровских уставов, в состав которого входит уставная грамота о поставлении Туровской епископии, согласно которой князь великий киевский Василий (Владимир Святославич) в лето 6513 (1005) года придал Туровской епископии вместе с другими городами и Волковыск.

### До монгольского нашествия
Традиционно датой первого упоминания в письменных источниках считается 1252 год: в Ипатьевской летописи он упоминался в связи с вторжением галицко-волынских князей Даниила и его брата Василька Романовичей в литовские земли Миндовга.  Тем не менее и раньше он был городом-крепостью на границе проживания балтов и славян. Территорию современного Волковысского района населяли племена дреговичей и ятвягов.
Волковыск размещался на возвышенностях: Шведская гора, Замчище и Муравельник. Согласно данным археологии, первое поселение возникло в X веке на Муравельнике, однако в начале XI века оно было заброшено и переместилось на Шведскую гору, на которой располагался детинец Волковыска в период его расцвета. На соседнем Замчище находился окольный город. Волковыск лежал на пути, соединявшем бассейны Днепра, Западного Буга и Немана: Волковыя давала выход в Россь, Россь — в Неман, а Неман — Балтийское море. Через Волковыск проходил водный путь «из варяг в греки», который соединял Чёрное море с Балтийским через систему рек и волоков. В городе проживали купцы и ремесленники, которые изготавливали оружие и военные доспехи, шили одежду и обувь, обрабатывали мех, делали посуду, готовили вино, варили пиво. Жизнь в детинце замерла в конце XIII века, в окольном городе — в конце XIV века. Население перешло на берега реки Волковыи на теперешнее место города.

### Великое княжество Литовское
В разное время город находился под влиянием Полоцкого княжества, Галицко-Волынской земли, с конца XIII века окончательно вошёл в состав Великого княжества Литовского. В 1254 году, по мирному договору, Войшелк передал князю Роману Данииловичу «Новгородок от Миндовга и от себе Вослонимъ и Волковыескъ». В Волковыске стал править князь Глеб, признав себя вассалом великого князя Литовского. Ипатьевская летопись сообщает об участии Глеба Волковысского в походе галицко-волынских войск на ятвягов в 1256 году. В конце 1250-х годов литовские князья Войшелк и Товтивил схватили и убили Романа. В ответ на это Даниил Романович вновь предпринял поход в Верхнее Понеманье: захватил Волковыск и взял в плен князя Глеба. Чем закончился этот поход, летопись не сообщает. Известно только то, что Войшелк стал опять княжить в Новогрудке, а Волковыск и Слоним остались в составе Литвы.
В 1258 году город захватили войска галицкого князя Даниила Романовича. В 1277 году войска русских князей Мстислава Даниловича, Владимира Васильковича и Юрия Львовича во время похода против литовских князей останавливали своё войско на ночлег под Волковыском. Последний раз Волковыск упоминается в летописи в 1289 году, когда для поддержания мирных отношений литовские князья Будикид и Будивид передали Волковыск князю Мстиславу Даниловичу.
Волковысская хоругва принимала участие в Грюнвальдской битве 1410 года. В том же году (4 марта) город захватили и сожгли рыцари Тевтонского ордена во главе с магистром Ульрихом фон Юнгингеном. В 1430 году князь Витовт построил в Волковыске костел Св. Николая.
В 1503 году город получил Магдебургское право. С 1507 по 1795 Волковыск входил в состав Новогрудского воеводства; был центром Волковысского повета. В 1513 году в Волковыске было 9 улиц. С 1536 года упоминается Пречистенская церковь, в 1598 году был основан кляштор иезуитов. Были времена, когда Волковыск был местом проведения съездов сенаторов и послов Великого княжества Литовского (ВКЛ).

### Речь Посполитая
С XVI века Волковыск вошёл в состав Речи Посполитой. В начале XVII столетия инвентарь Волковысского староства составлял известный поэт Ян Казимир Пашкевич (ум. 1635 или 1636), который работал в казначействе ВКЛ. Середина столетия вошла в историю под названием «Кровавый потоп». В 1654 году около Волковыска произошла битва объединённого войска ВКЛ и Польши со шведами, город был занят войсками Карла X. Во время войны России с Речью Посполитой (1654—1667) город был дважды захвачен русскими войсками и сильно разрушен (1655 и 1662). Административным центром города был замок на реке Волковыя недалеко от дороги на Изабелин. К концу XVIII века в городе насчитывалось только 362 дома, где проживало 2127 человек.
В 1736 на средства Е. Линовского в городе была обустроена миссия иезуитов. В 1747 была открыта иезуитская школа. Во второй половине XVIII века в Волковыске действовали монастыри пиаров и мариовиток. В 1794 году, во время восстания Т.Костюшко, город находился в руках повстанцев.

### Российская империя

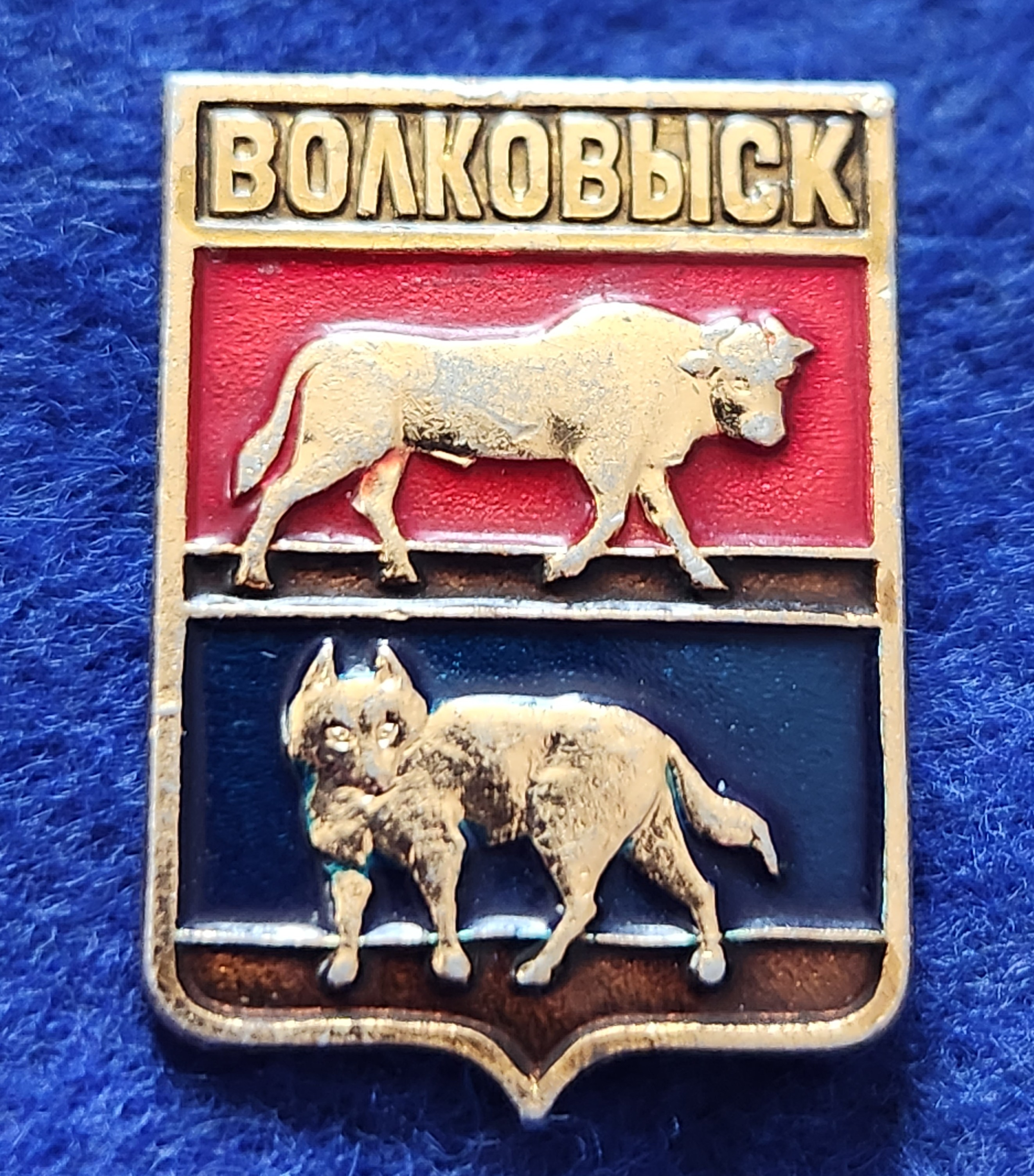
После вхождения территории Гродненщины в состав Российской империи (1795) 6 апреля 1845 года уездный город Волковыск Гродненской губернии получил новый герб: «Щит разделен на две половины: в верхней — Гродненский герб, а в нижней, в голубом поле, волк, обращенный в правую сторону щита»

В результате трёх разделов Речи Посполитой (1772, 1793, 1795) земли современной Белоруссии вошли в состав Российской империи. В 1812 году в Волковыске размещалась штаб-квартира 2-й Западной армии под командованием П. И. Багратиона (в настоящее время в доме расположен музей им. П. И. Багратиона). В ходе войны между наполеоновской Францией и Российской империей Волковыск подвергся французской оккупации и был разрушен.
В 1860 году в городе было 492 дома, 3472 жителя, 2 школы, костел, церковь, 7 молитвенных домов, синагога, 2 мельницы, больница, кирпичный завод, 58 магазинов.
В 1885 году через Волковыск прошла ветка Полесский железных дорог Барановичи — Белосток, по которой перевозили 26 млн пудов грузов в год. Это стимулировало развитие промышленности, и к 1891 году в городе работало 19 фабрик и промышленных предприятий. В 1897 году население города составило 10 323 жителя. В XIX веке город стал крупной железнодорожной станцией и в нём насчитывалось 22 предприятия. Во время революции 1905—1907 годов в Волковыске и его окрестностях происходили выступления рабочих, забастовки сельских жителей, волнения новобранцев и солдат.
Во время Первой мировой войны в городе находился штаб главнокомандующего Северо-Западным фронтом. Осенью 1915 года город оккупировали немецкие войска.

### Межвоенный период

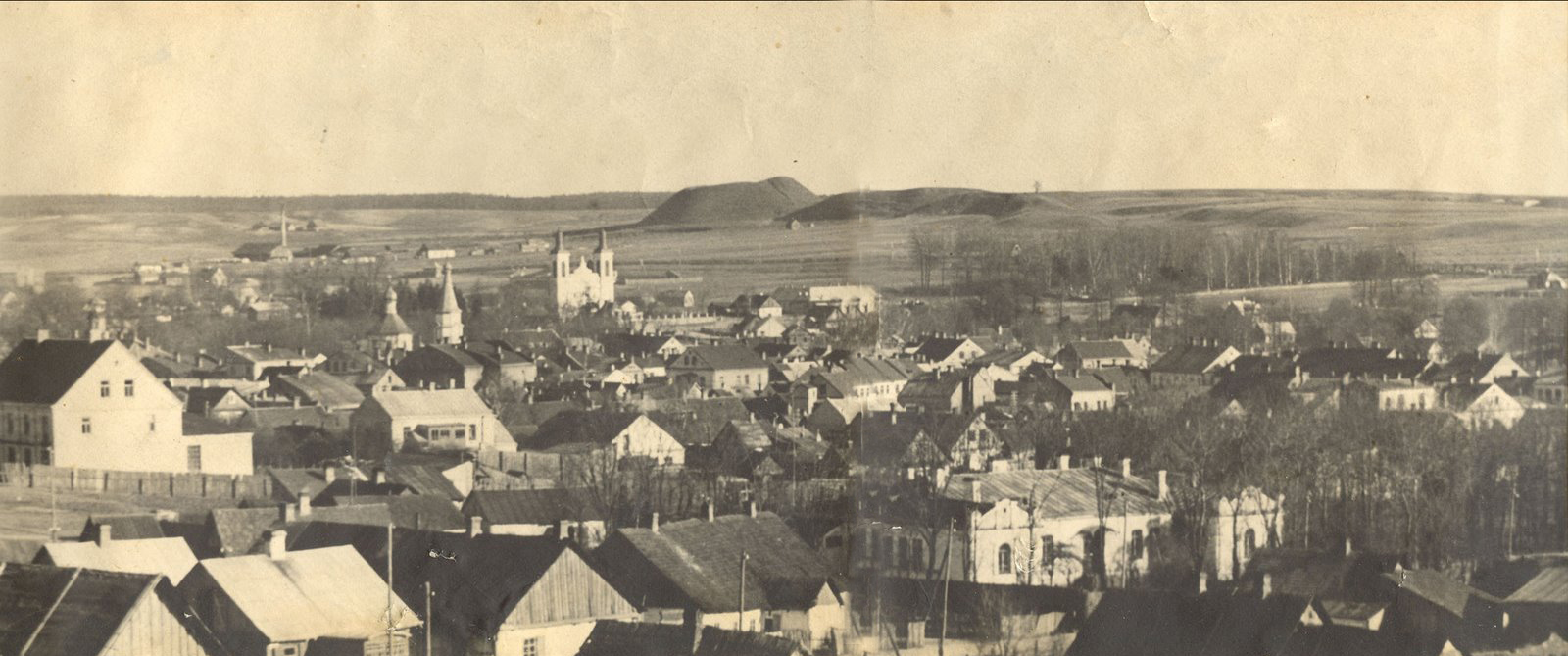
Волковыск в 1930-е гг.

1 января 1919 года в соответствии с резолюцией I съезда КП(б)Б Волковыск вошёл в состав Белорусской ССР.
В феврале 1919 года город оккупировали польские войска, но уже в июле 1920 город заняли войска Красной Армии. В сентябре 1920 года Волковыск вновь был оккупирован польскими войсками. Согласно Рижскому мирному договору (1921) город вошёл в состав Польши (II Речь Посполитая) и был центром повета в Белостокском воеводстве. В городе работали: литейный завод, 2 кирпичных завода, 2 лесопилки. Рядом с городом начал работать цементный завод, который считался одним из самых мощных предприятий в Западной Белоруссии. С 1939 года Волковыск вошёл в состав БССР, с января 1940 года — центр района.

### Великая Отечественная война
С первых дней Великой Отечественной войны в районе города развернулись ожесточенные бои. 28.06.1941 года город был оккупирован немецко-фашистским захватчиками. К тому моменту весь исторический район города был в руинах: здания магистрата, старостства, почты, исторические дома и другие — всё было разрушено! В городе были созданы концентрационный лагерь, в котором погибло более 20 000 человек, и гетто, в котором были убиты более 10 000 евреев. С февраля 1942 в Волковыске начала действовать районная антифашистская организация.
«В 1942 году в урочище Пороховня расстреляны 4146 евреев, жителей Волковыска. 7 июля 1943 года полностью сожжена деревня Шауличи с её 366 жителями. По обобщенным данным за годы оккупации в Волковысском районе расстреляно 9664 человека, повешено 4. В это же время на фронтах Великой Отечественной войны погиб 1101 житель района».
14 июля 1944 года город был освобождён частями 2-го Белорусского фронта в ходе Белостокской операции, 11 частям дано почётное звание «Волковысские».
1 декабря 1998 года Волковысский район и город Волковыск объединены в одну административно-территориальную единицу — Волковысский район с административным центром город Волковыск.

## Геральдика
Новые герб и флаг утверждены решением Волковысского районного исполнительного комитета от 12 апреля 2001 года № 225. Зарегистрированы в Гербовом матрикуле Республики Беларусь 13 апреля 2001 года № 58.

## Население
Численность населения — 41 020 человек (на 1 января 2025 года).
По данным Первой Всероссийской переписи 1897 года, население города составляло 10 323 человека (5982 женщины и 4341 мужчина), из них 5528 иудеев, 2716 православных и 1943 римо-католика.
| Численность населения:                                                                          |
| Графики недоступны из-за технических проблем. См. информацию на Фабрикаторе и на mediawiki.org. |

| Год            | 1897   | 1931    | 1939    | 1959    | 1970    | 1979    | 1989    | 2006    | 2018    | 2019    | 2020    | 2022    | 2023    | 2024    | 2025    |
| -------------- | ------ | ------- | ------- | ------- | ------- | ------- | ------- | ------- | ------- | ------- | ------- | ------- | ------- | ------- | ------- |
| Население чел. | 10 323 | ▲15 163 | ▲16 700 | ▲18 283 | ▲23 266 | ▲29 074 | ▲40 374 | ▲44 972 | ▼44 004 | ▼43 815 | ▼42 600 | ▼42 369 | ▼41 991 | ▼41 510 | ▼41 020 |

| Национальный состав по переписи 2009 года | Национальный состав по переписи 2009 года | Национальный состав по переписи 2009 года |
| ----------------------------------------- | ----------------------------------------- | ----------------------------------------- |
| Белорусы                                  | 28 650                                    | 64,87 %                                   |
| Поляки                                    | 10 207                                    | 23,11 %                                   |
| Русские                                   | 4104                                      | 9,29 %                                    |
| Украинцы                                  | 596                                       | 1,35 %                                    |
| Татары                                    | 36                                        | 0,08 %                                    |
| Литовцы                                   | 25                                        | 0,06 %                                    |
| Армяне                                    | 24                                        | 0,05 %                                    |
| Цыгане                                    | 23                                        | 0,05 %                                    |
| Грузины                                   | 19                                        | 0,04 %                                    |
| Евреи                                     | 13                                        | 0,03 %                                    |
| Латыши                                    | 12                                        | 0,03 %                                    |

## Экономика
В Волковысском районе действует 29 промышленных предприятий, из которых 8 — государственной собственности, 4 акционерных общества, одно кооперативное предприятие, 12 предприятий малого и среднего бизнеса. Крупнейшими предприятиями Волковысского района являются: ОАО «Красносельскстройматериалы», ОАО «Волковысский мясокомбинат», ОАО «Беллакт», ОАО «ВолМет». Продукция этих предприятий широко известна не только в Белоруссии, но и за её пределами.
Крупнейшие предприятия пищевой промышленности, расположенные в городе, — ОАО «Беллакт» (производитель сухого детского питания и молочной продукции) и ОАО «Волковысский мясокомбинат» (субпродукты, колбасные изделия, пельмени и мясные полуфабрикаты). Машиностроение представлено ОАО «Волковысский машиностроительный завод» (производитель смесителей литейных чашечных и смесителей абразивных масс, строительного, кузнечно-прессового, сельскохозяйственного и бытового оборудования) и ОАО «ВолМет» (производитель замочных изделий). ГП «Одиннадцать» занимается производством мебели, дверных и оконных блоков, спецодежды и другой продукции.

Сельское хозяйство Волковысского района представлено 5 сельскохозяйственными кооперативами, 8 унитарными предприятиями различных форм собственности и птицефабрикой. За ними закреплено 66 886 га сельскохозяйственных угодий. 

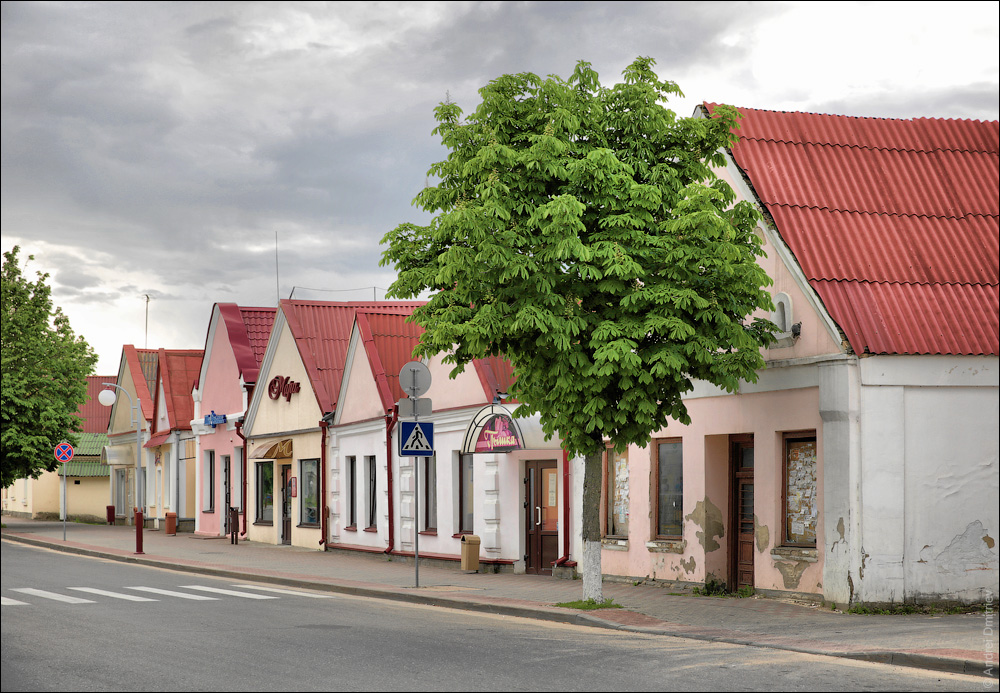
Традиционная застройка в центре

Строительная отрасль представлена 15 организациями.

## Транспорт
Транспортная система Волковыска включает железнодорожную станцию Волковыск и остановочный пункт Волковыск-Город, локомотивное депо, дистанцию пути «Барановичского отделения БелЖД», автовокзал, «Автобусный парк № 4», Волковысский филиал ЧУП «Автотранс № 9» Гродненского облпотребсоюза, ОАО «Волковыскспецавтотранс».

## Застройка

### Улицы и площади
| Официальное название                                               | Историческое название                                                                                    | Бывшие названия |
| 129-й Орловской дивизии улица (бел:129-й Арлоўскай дывізіі вуліца) | Шоссейная улица (бел:Шашэйная вуліца)                                                                    | ул. Шоссейная (пол: ul. Szosowa) |
| Багратиона улица (бел:Баграціёна вуліца)                           | Шляхетская улица (бел:Шляхецкая вуліца)                                                                  | ул. 3-го мая (пол: ul. 3-go Maja) |
| Дзержинского улица (бел:Дзяржынскага вуліца)                       | Замковая улица (бел:Замкавая вуліца)                                                                     | пол: ul. Szpitalna |
| Жолудева улица (бел:Жолудзева вуліца)                              | Вокзальная улица (бел:Вакзальная вуліца)                                                                 | ул. Вокзальная (пол: ul. Kolejowa) |
| Зенитчиков улица (бел:Зенітчыкаў вуліца)                           | Замостянская улица (бел:Замасцянская вуліца)                                                             | участок севернее железной дороги - ул. Замостянская (пол: ul. Zamościańska), южнее - ул. Новошоссейная (пол: ul. Nowo-Szosowa)                |
| Карла Маркса улица (бел:Карла Маркса вуліца)                       | Слонимская улица (бел:Слонімская вуліца) Костельная улица (бел:Касцельная вуліца)                        | ул. Перацкого (пол: ul. Pierackiego) |
| Ленина улица бел:Леніна вуліца)                                    | Петрашевская улица (часть) (бел:Петрашэўская вуліца (частка)) Широкая улица (бел:Шырокая вуліца)         | ул. генерала Рыдз-Смиглы (пол: ul. Gen. Rydza-Śmigłego (1935)), ул. Широкая (пол: ul. Szeroka (1936)) Свердлова улица (бел: Свярдлова вуліца) |
| Ленина площадь бел:Леніна плошча)                                  | Рынок площадь (часть) (бел: Рынак пляц (частка))+ Рыночная улица (часть) (бел: Рыначная вуліца (частка)) | Свободы площадь (бел:Свабоды плошча) |
| Панковой улица (бел:Панковай вуліца)                               | Гродненская улица (бел:Гродзенская вуліца)                                                               | ул. Гродненская (пол: ul. Grodzieńska) |
| Победы улица (бел:Перамогі вуліца)                                 | Пекарская улица (бел:Пякарская вуліца) Виленская улица (бел:Віленская вуліца)                            | южнее ул. Космодемьянской -ул. Чистая (пол: ul. Czysta), севернее - ул. Виленская (пол: ul. Wileńska)                                         |
| Советская улица (бел:Савецкая вуліца)                              | Епископская улица(бел:Біскупская вуліца) Краменицкая улица (бел:Крамяніцкая вуліца)                      | Александровская улица ул. Костюшко (пол: ul. Kościuszki) (бел:Леніна вуліца)                                                                  |
| Социалистическая улица (бел:Сацыялістычная вуліца)                 | Лазаретная улица (бел:Лазарэтная вуліца)                                                                 | пол: ul. Wojtowska |
| Красноармейская улица (бел:Чырвонаармейская вуліца)                | Кошарная улица (бел:Кашарная вуліца)                                                                     | ул. Казарменная (пол: ul. Koszarowa) |
| Школьная улица (бел:Школьная вуліца)                               | Гимназическая улица (бел:Гімназічная вуліца)                                                             | ул. Гимназическая (пол: Gimnazjalna) |

## Культура и образование

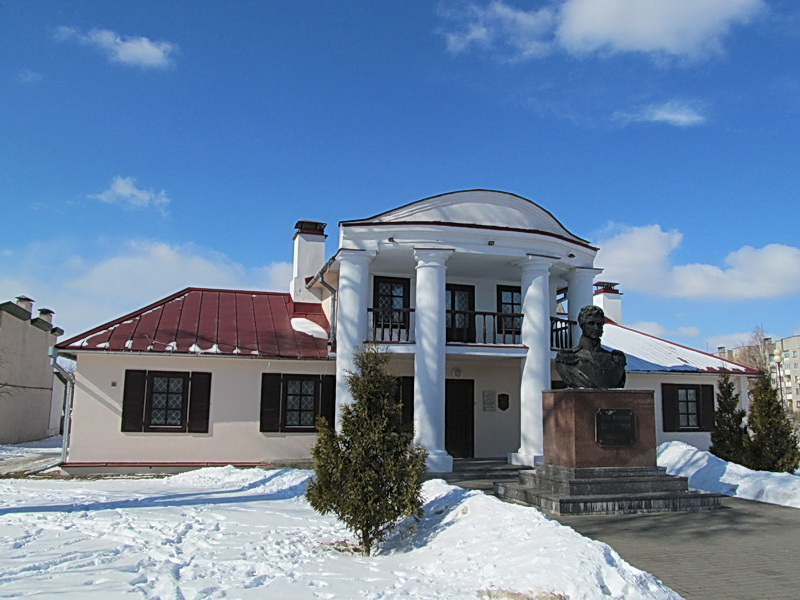
Военно-исторический музей имени П. И. Багратиона

Сфера культуры состоит из районного Дома культуры, Дома культуры железнодорожников, районного методического центра, центра ремесел, школы искусств, пяти библиотечных учреждений, кинотеатра «Юность», 7 школ среднего образования (в том числе средняя школа № 8 г. Волковыска с польским языком обучения), 2 гимназий, 2 колледжей: аграрного и педагогического.

### Музеи
- Военно-исторический музей имени П. И. Багратиона
- Музей белорусского народного творчества
- Музейная комната ГУК «Волковысский районный центр ремёсел»
- Музей боевой славы УО «Волковысский государственный аграрный колледж»

В 2016 году Волковысский военно-исторический музей посетили 16,8 тыс. человек (по этому показателю музей занимает 7-е место в Гродненской области).
Много лет известны за пределами района народные коллективы «Вдохновение», «Вяселле», «Ютшэнка», «Медуніца», «Пяшчота», Народный оркестр русских народных инструментов, Заслуженный театр драмы и комедии «Славутич».

## События и мероприятия

### События
- В 2005 году город Волковыск отмечал своё тысячелетие «Волковыску — 1000 лет». По решению сессии городского Совета в 1994 году 1005 год официально закреплён как год основания Волковыска[5].

### Мероприятия
- В 2004 году прошёл республиканский фестиваль «Дажынкi»[32]
- 20 мая 2019 года Волковыск принял эстафету огня II Европейских игр[33]
- 26 августа 2023 года прошли районные «Дажынкi»[34]
- 6-15 сентября 2023 года — Марафон «17 граней единства», приуроченный ко Дню народного единства[35]
- 2025 год — областной фестиваль «Дажынкi».

## Достопримечательности
- Костёл Св. Вацлава, 1848 год

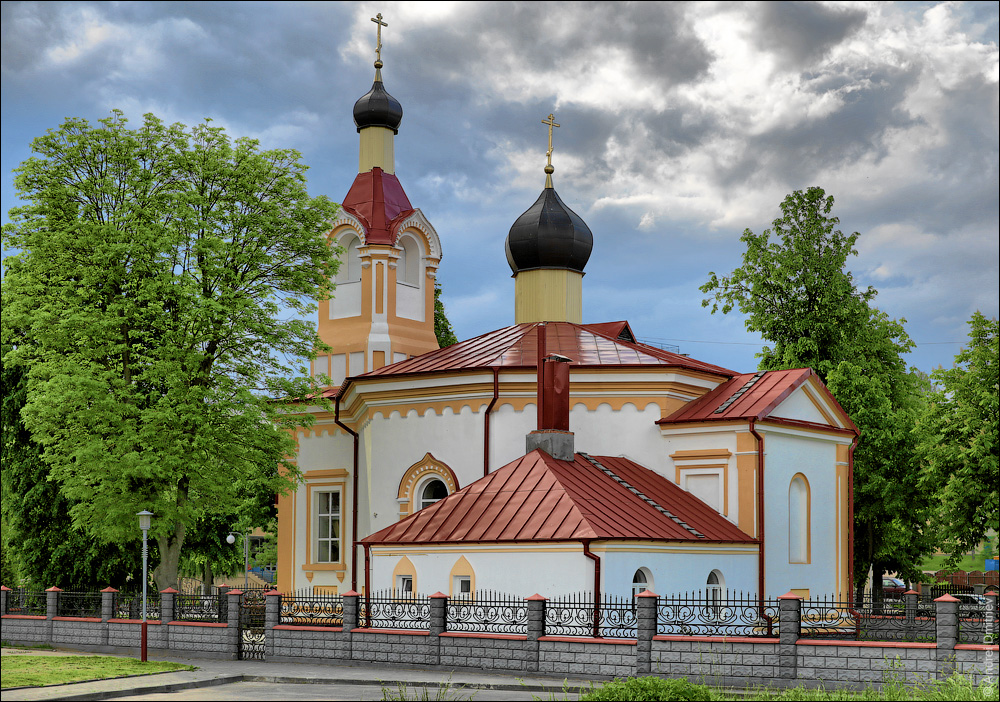
Православная церковь Св. Николая

- Военно-исторический музей имени П. И. Багратиона
- Православная церковь Св. Николая, 1874 год
- Археологические городища «Муравельник» в 0,5 км на восток от городища Шведская гора —  Историко-культурная ценность Республики Беларусь, шифр 413В000088
- Городище периода раннего средневековья (XI—XIII века), на замчище —  Историко-культурная ценность Республики Беларусь, шифр 413В000087
- Археологические городища «Шведская гора» на юго-восточной окраине города —  Историко-культурная ценность Республики Беларусь, шифр 413В000086
- Рядовая жилая застройка второй половины XIX — первых трех десятилетий XX века, расположенная на участке ул. Жолудева, в районе железнодорожного вокзала.
- Кладбище польских солдат

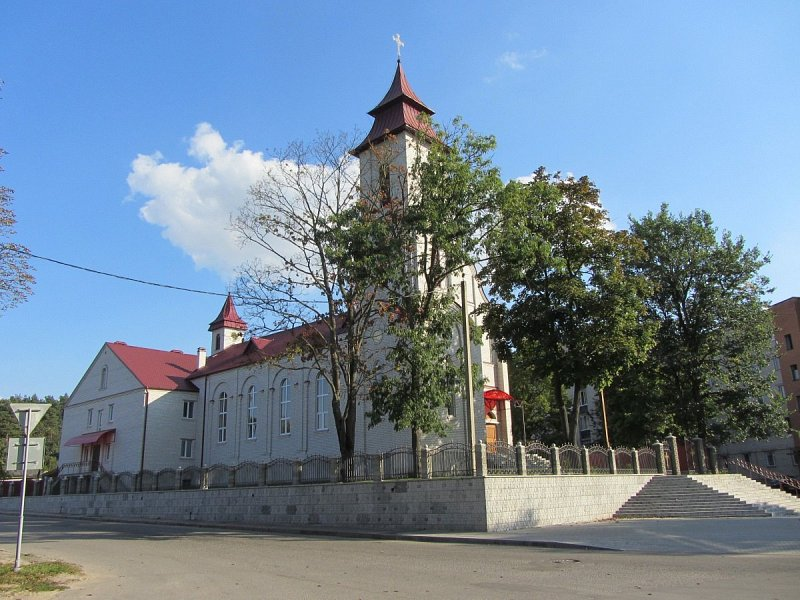
Костёл Св. Станислава Костки

- Кладбища еврейское, католическое и православное. На последнем — могила генерал-лейтенанта Якова Давыдовича Юзефовича (1872—1929), участника Белого движения (родился и умер в Волковыске)Костёл Св. Станислава Костки Единственное на постсоветском пространстве оригинальное захоронение крупного военачальника Белого движения.[источник не указан 137 дней]
- Костёл Святого Станислава Костки
- Свято-Петро-Павловский кафедральный собор
- Свято-Благовещенская церковь
- Свято-Покровская церковь
- Церковь Введения во храм Пресвятой Богородицы

### Памятник, скульптура
- Памятник В. И. Ленину
- Памятник-самолёт МиГ-15УТИ
- Мемориальный крест повстанцев 1863—1864 гг.
- Братская могила (1941—1944), в сквере на ул. Жолудева —  Историко-культурная ценность Республики Беларусь, шифр 413Д000090
- Братская могила (1941—1944), ул. Медведева —  Историко-культурная ценность Республики Беларусь, шифр 413Д000091
- Бюст П. И. Багратиона. Установлен перед музеем
- Мемориальные доски в честь Героев Советского Союза А. В. Горбатова и А. И. Боричевского (2019)

### Арт-объекты, жанровая скульптура
- Памятник 600-летию Грюнвальдской битвы
- Скульптура Волка (2005). Установлена к 1000-летию Волковыска. Скульптор — Владимир Иванович Пантелеев

### Утраченное наследие
- Костёл Святого Станислава Костки (XX в.)
- Синагога Большая (XIX в.)
- Церковь Святых Апостолов Петра и Павла (XIX в.)

## Галерея

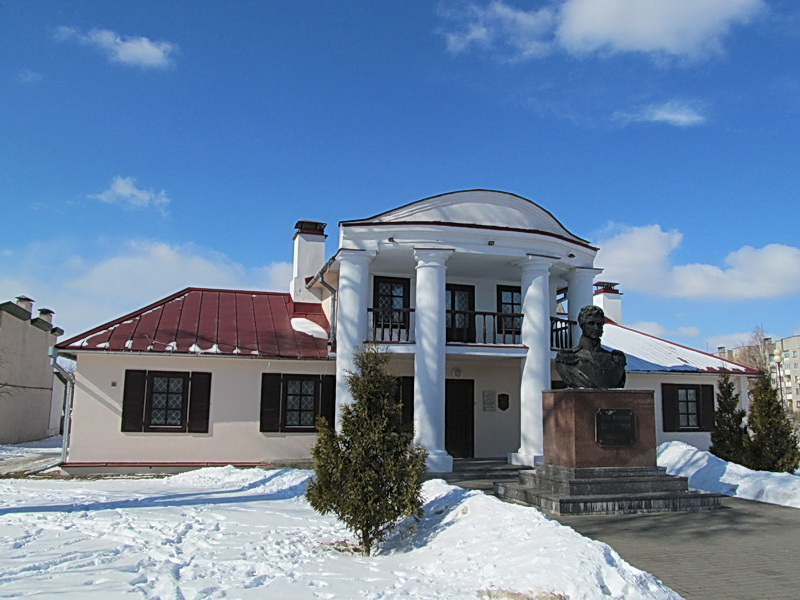
Дом бывшей усадьбы («Дом Багратиона»)
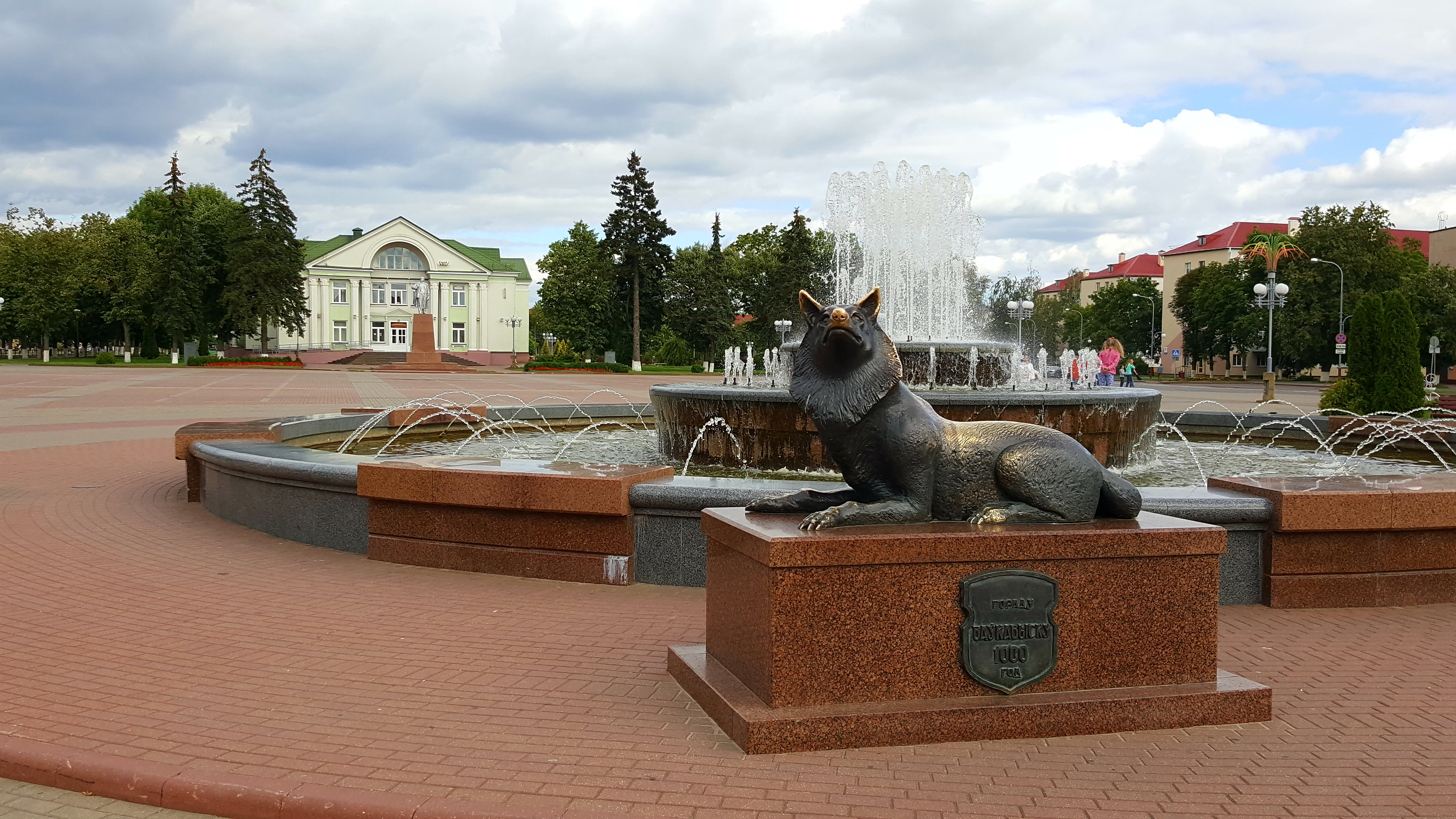
Фонтан в центре города. Скульптура Волка
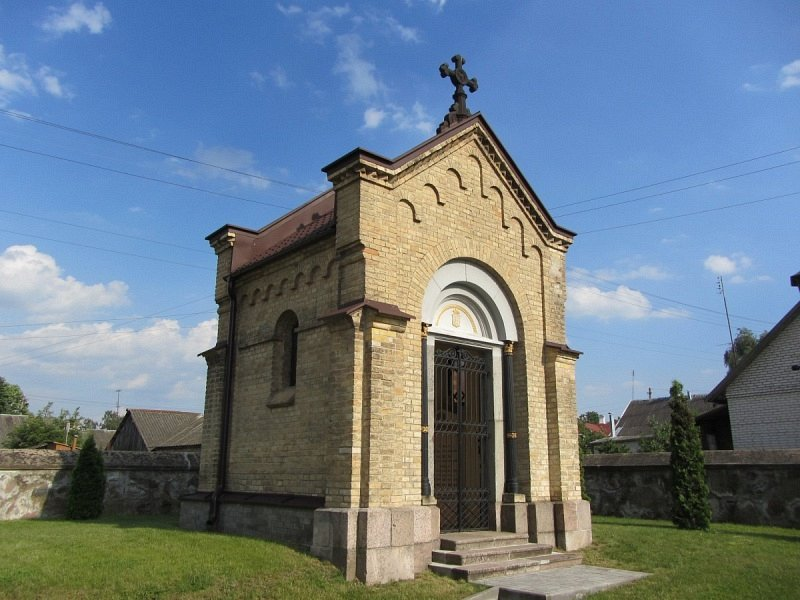
Часовня-усыпальница

## Спорт
В городе имеются 2 специализированные детско-юношеские школы Олимпийского резерва, 2 детско-юношеские спортивные школы профсоюзов, физкультурно-оздоровительные комплексы.
В Волковыске находится мотокроссовая трасса, где проведено два этапа чемпионата Европы в классе мотоциклов до 250 см³ и этап чемпионата мира на мотоциклах с колясками. Регулярно проходят открытые чемпионаты Республики Беларусь в различных классах мотоциклов.

## В филателии и нумизматике
- В 2005 году Национальным банком Республики Беларусь выпущены в обращение памятные монеты «Ваўкавыск. 1000 год» («Волковыск. 1000 лет»)[36]

## Пенитенциарная система
В городе расположена исправительная колония № 11 (мужская, строгого режима).

## Международное сотрудничество
Города-побратимы
- Седльце (Польша)
- Владимир (Россия)[37]

## Известные уроженцы
- Янина Болеславовна Жеймо́ (1909—1987) — советская киноактриса
- Юзефович, Яков Давыдович (1872—1929) — генерал-лейтенант, участник Первой мировой и Гражданской войн.

## Топографические карты
- Лист карты N-35-XXV Волковыск. Масштаб: 1 : 200 000. Состояние местности на 1983 год. Издание 1991 г.